# Heosemys spinosa
Espèce
Synonymes
- Emys spinosae Gray, 1830
- Emys spinosa Gray, 1830

Statut de conservation UICN

 EN A1bcd : En danger
Statut CITES
Heosemys spinosa ou tortue épineuse est une espèce de tortues de la famille des Geoemydidae.

## Habitat et répartition
Heosemys spinosa est une tortue terrestre qui vit à proximité des petits cours d'eau dans la forêt tropicale et préfère les endroits frais, ombragés et humides.
Cette espèce se rencontre :
- en Thaïlande ;
- en Malaisie ;
- en Birmanie ;
- à Singapour ;
- aux Philippines dans l'archipel de Sulu ;
- au Brunei ;
- en Indonésie à Sumatra et au Kalimantan.

## Description
La tortue épineuse mesure en moyenne 15 cm de long et atteint parfois 23 cm. Sa tête est grisâtre ou marron.

Elle est surtout active à l'aube et au crépuscule. Elle se cache souvent sous les feuilles.

### Carapace
Sa dossière ovoïde se caractérise chez les juvéniles par des écailles marginales exagérément dentelées formant des "épines" protectrices d'où son nom commun d'Héosémyde épineuse ou tortue épineuse. Ces épines tendent à s'émousser à l'âge adulte.

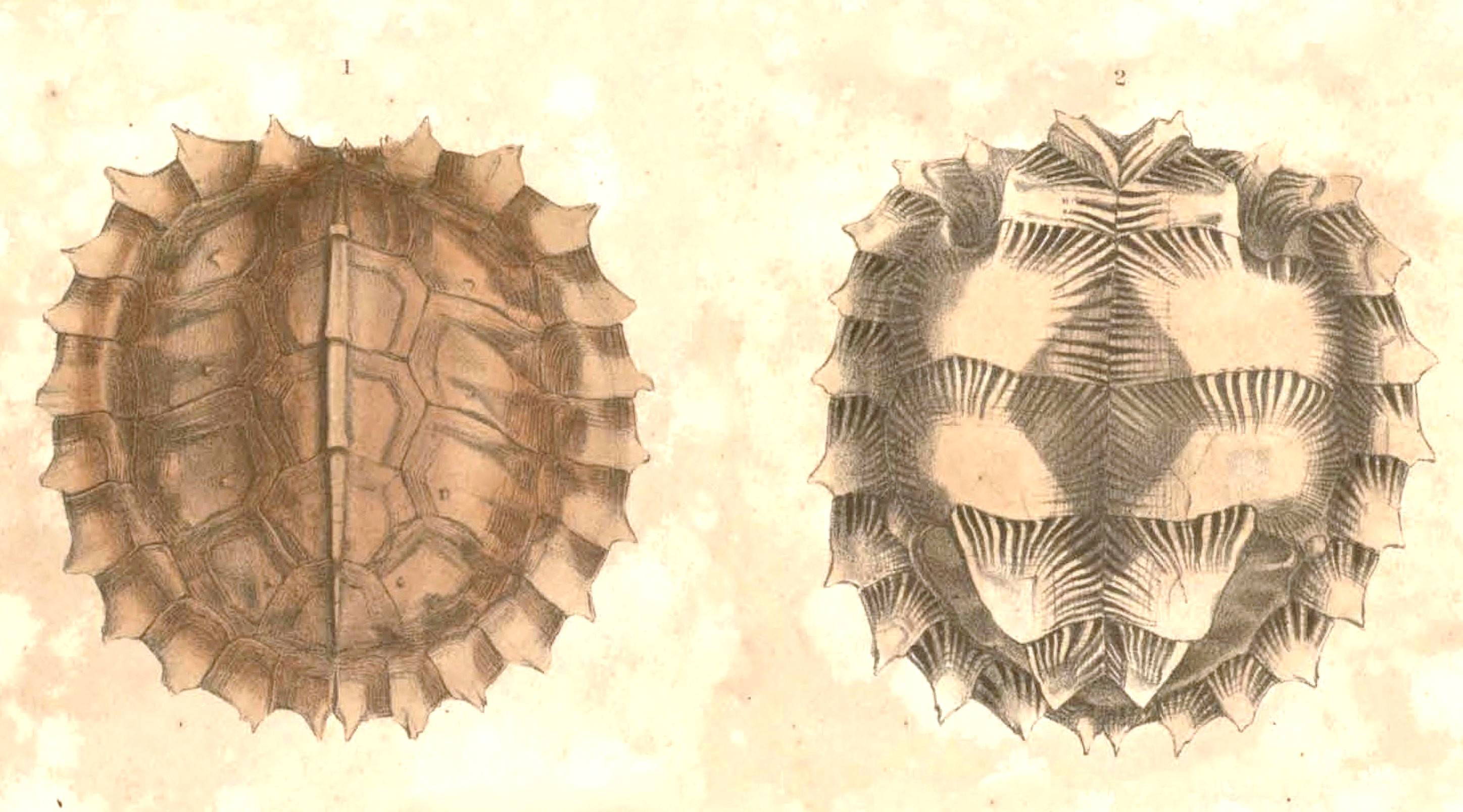
Carapace

## Alimentation
Elle est exclusivement végétarienne dans la nature.

## Reproduction
Elle pond 1 ou 2 gros œufs, parfois 3. Son plastron arrière flexible facilite le passage de ses gros œufs.  L'incubation dure environ 96 jours. Les bébés tortues mesurent à la naissance de 5,5 à 6 cm et pèsent environ 34 g. 

## Galerie

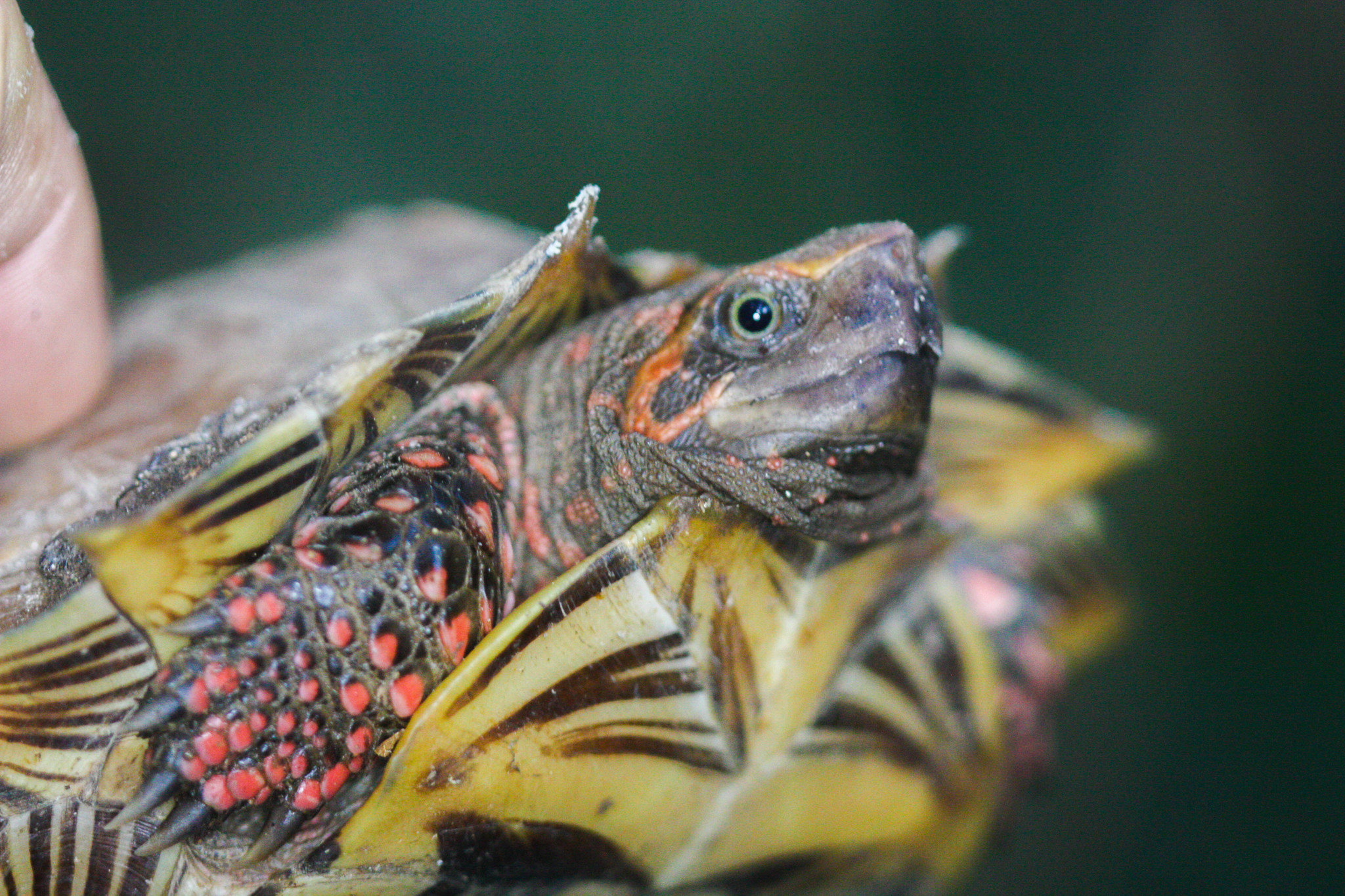
Juvénile avec ses dentelures protectrices "épineuses"
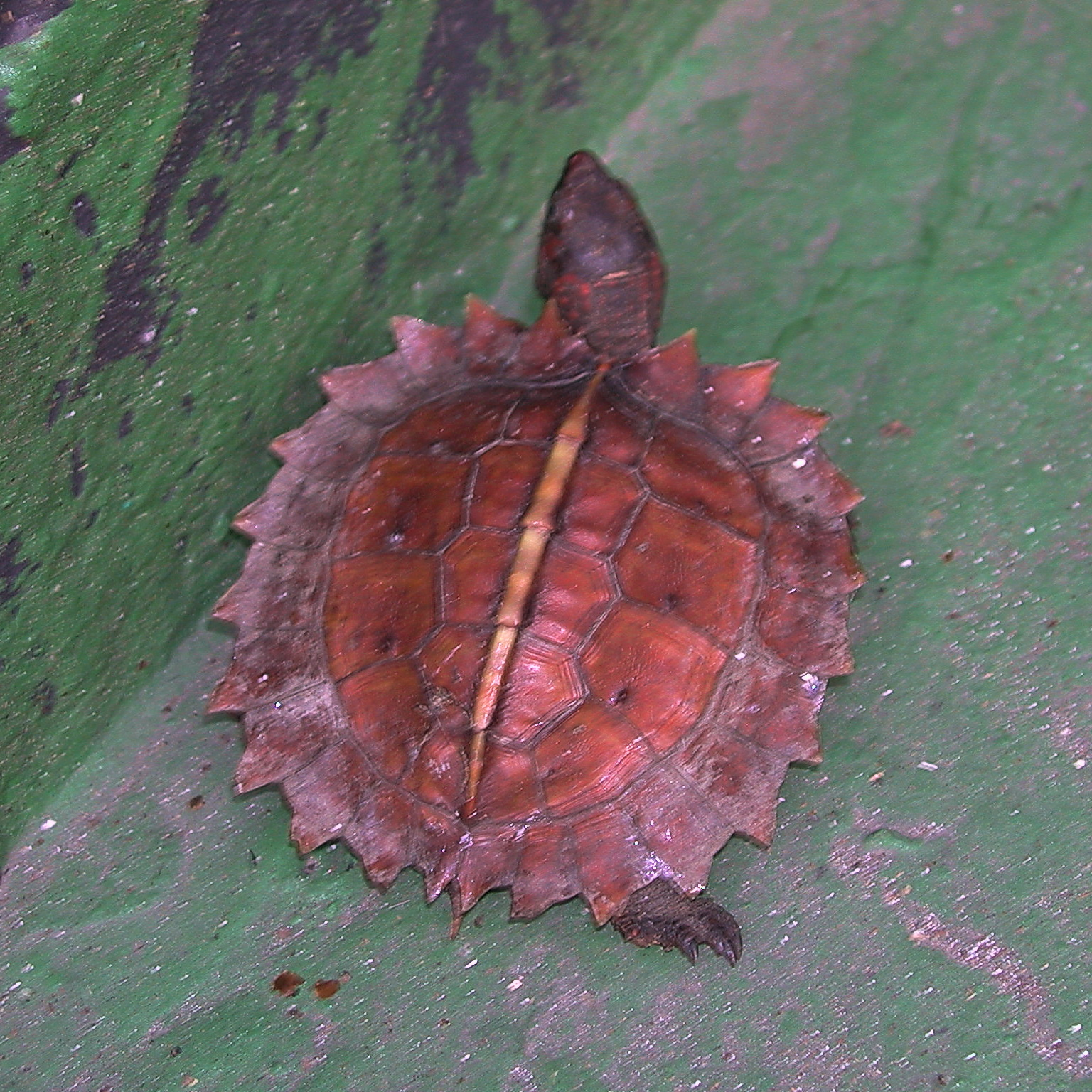
Juvénile
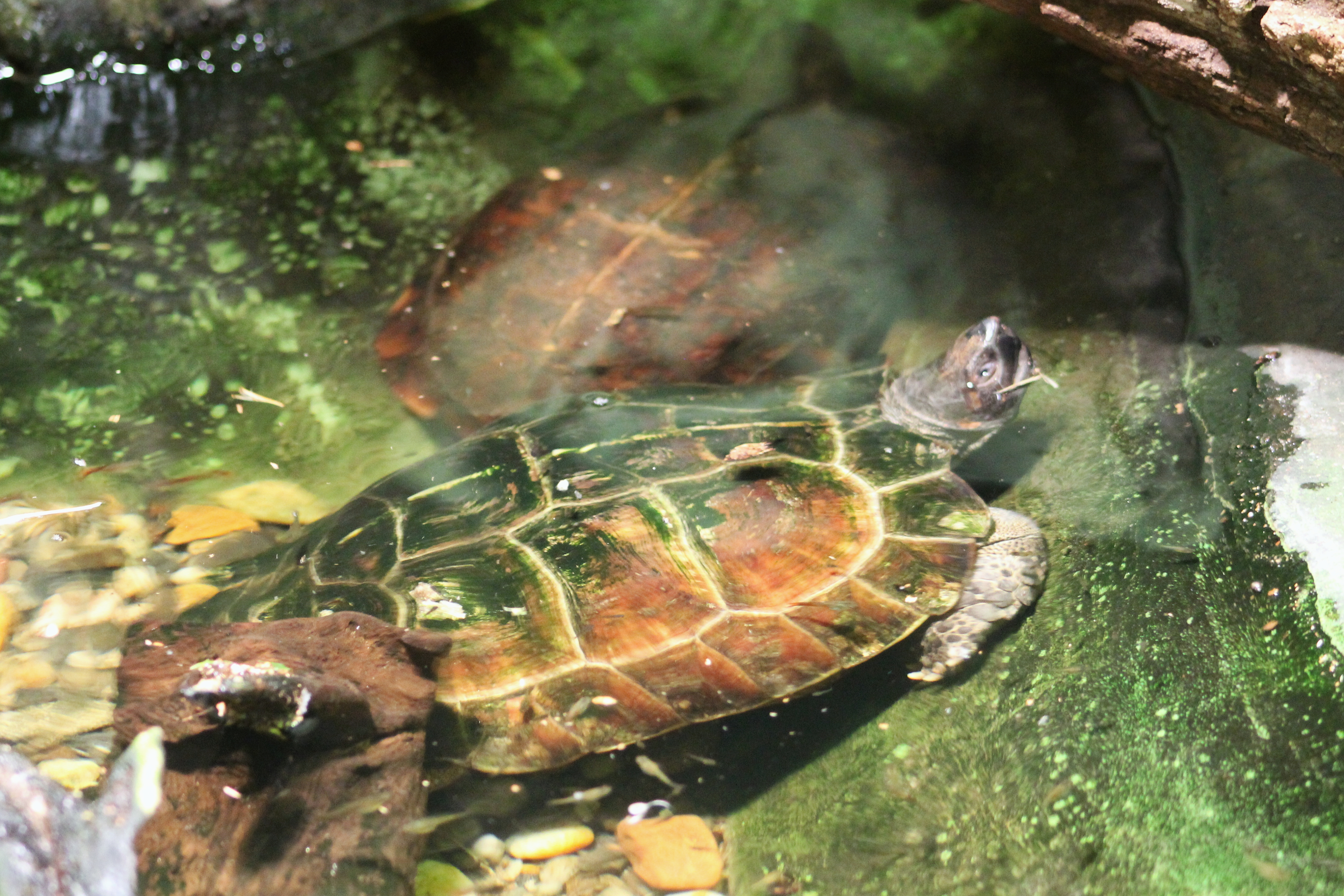
Adulte, aux "épines" très émoussées

## Publication originale
- Gray, 1830 : Illustrations of Indian Zoology, chiefly selected from the collection of Major - General Hardwicke. London, vol. 1, p. 1-263 (texte intégral).